# هنري مارتين بيرد
هنري مارتين بيرد (بالإنجليزية: Henry Martyn Baird)‏ هو مؤرخ أمريكي، ولد في 17 يناير 1832 في فيلادلفيا في الولايات المتحدة، وتوفي في 1 نوفمبر 1906 في نيويورك في الولايات المتحدة.